# 弗拉马利翁出版社
弗拉马利翁出版社（法語：Flammarion）是法国的一家出版社，2012年成为 Madrigall 出版集团的子公司。出版社1875年在奥德翁剧院的拱廊下成立。
弗拉马利翁出版社是一家综合出版社，它的业务范围包括文学、社会科学、绘本和青少年书籍。
从1875年创立开始，出版社就一直按照创始人厄内斯特·弗拉马利翁的理念运作：努力使最好的内容的到最广泛的传播。
出版社原来的发行部门现在以 Madrigall 出版集团一部分继续进行着发行业务。

## 历史
2012年 Madrigall 出版集团（伽利玛出版社的母公司）从 RCS 传媒集团手中以两亿五千万欧元的价格买下了弗拉马利翁出版社。

## 主要出版系列
- Éditions Aubier-Montaigne
- Autrement
- Arthaud
- Champs Flammarion
- Étonnants classiques
- Climats
- J'ai lu
- Librio
- Flammarion
- Garnier-Flammarion
- La Maison rustique
- Pygmalion
- Père Castor

## 外部連結
- 官方网站